# Floorball

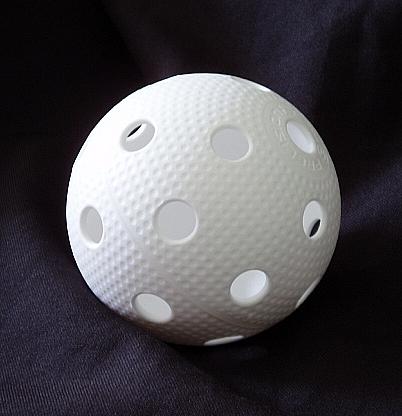
A floorballhoz használt labda

A floorball (vagy palánklabda) a jégkoronghoz hasonló labdajáték. A játékot két csapat játssza. Egy csapat öt mezőnyjátékosból és egy kapusból áll.

## Története
Két nemzet is a saját találmányának tartja ezt a játékot. Az 1960-as évek végén az Egyesült Államokban már játszották a floorhockey nevű játékot (a mostaniakhoz   hasonló ütőkkel ). Svédországban is kitaláltak egy nagyon hasonló játékot, amit innebandynak neveztek el, Czitrom András személyében magyar is volt a kigondolók között. Céljuk az volt, hogy a hoki agresszivitásától tartózkodók számára, egy legalább ugyanolyan élvezetes, ám sokkal tisztább játékot hozzanak létre, ami tornateremben játszható. A svéd szövetség 1981-ben alakult meg, a játékszabályokat is ekkor rögzítették, a floorball név a Nemzetközi Floorball Szövetség (International Floorball Federation, IFF) megalakulásától, 1986-tól használatos. 

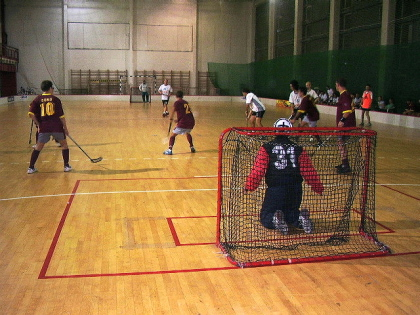
Floorball meccs a kapu mögül

Az első Floorball Európa-bajnokságot férfiak részére 1994-ben Finnországban, nők részére 1995-ben Svájcban rendezték, az első világbajnokságot férfiak részére 1996-ban Svédországban, nők részére 1997-ben Finnországban tartották.
A unihockey a floorball kispályás változatának elnevezése, azonban Dániában, Németországban, Ausztriában, Belgiumban az általunk ismert (nagypályás) floorball megfelelője a unihockey. A skandináv országokban a mai napig az innebandy elnevezést használják erre a játékra.

## Felszerelés
A mezőnyjátékosok, a hokiütőhöz hasonló, könnyű szerkezetű karbonszálas ütőkkel rendelkeznek. A kapusnak nincs ütője; sisakot, nagy méretű mell-, illetve térdvédőt visel. A játékot egy műanyagból készült, kemény, lyukacsos labdával játsszák. A pályákat általában kézilabda pályán állítják föl. A kézilabda pálya alapvonalán végig 50 cm magasan palánk áll.

## Világbajnokságok
Férfi világbajnokságot minden páros évben rendeznek.
| Év   | Dátum        | Bajnok     | Második    | Eredmény              | Helyszín        |
| 2012 | december 9.  | Svédország | Finnország | 11:5                  | Bern&Zürich     |
| 2010 | december 11. | Finnország | Svédország | 6:2                   | Helsinki&Vantaa |
| 2008 | december 14. | Finnország | Svédország | 7:6 hosszabbítás után | Prága           |
| 2006 | május 28.    | Svédország | Finnország | 7:6 hosszabbítás után | Stockholm       |
| 2004 | május 23.    | Svédország | Csehország | 6:4                   | Zürich          |
| 2002 | május 25.    | Svédország | Finnország | 6:4                   | Helsinki        |
| 2000 | május 21.    | Svédország | Finnország | 5:3                   | Oslo            |
| 1998 | május 30.    | Svédország | Finnország | 10:3                  | Prága           |
| 1996 | május 18.    | Svédország | Finnország | 5:0                   | Stockholm       |

Női világbajnokság minden páratlan évben kerül megrendezésre.
| Év   | Dátum        | Bajnok     | Második    | Eredmény | Helyszín      | Magyarok helyezése |
| 2011 | december 11. | Svédország | Finnország | 4:2      | St. Gallen    | 14.                |
| 2009 | december 12. | Svédország | Svájc      | 6:2      | Västerås      | 12.                |
| 2007 | május 19.    | Svédország | Finnország | 7:3      | Frederikshavn | 13.                |
| 2005 | június 5.    | Svédország | Finnország | 4:3      | Singapore     | 14.                |
| 2003 | május 25.    | Svédország | Svájc      | 8:1      | Bern          | 17.                |
| 2001 | május 27.    | Finnország | Svédország | 2:0      | Riga          | 15.                |
| 1999 | május 15.    | Finnország | Svédország | 3:1      | Borlänge      | –                  |
| 1997 | május 10.    | Svédország | Finnország | 4:2      | Åland         | –                  |

## A Floorball Magyarországon

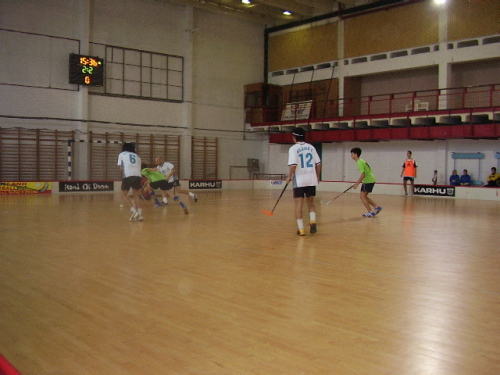
Floorball meccs

Magyarországon a játékot 1989-ben mutatták be, palánklabda néven. Még ebben az évben megalakult a Magyar Palánklabda Szövetség, melynek jogutódja a Magyar Floorball Szövetség lett 1997-ben. Jelentős fejlődés ekkor indult: főleg a fiatalok, általános és középiskolások kezdték el játszani.
1998-tól diákolimpiai sportág lett. 2009-2010. tanévben több mint háromszáz, 2010-2011.tanévben 417 csapat indult (melyek száma folyamatosan növekszik).
A korosztályos versenyeken túl jelenleg működik egy férfi első osztály (X3M Férfi OB1), egy másodosztály (floorballer.hu OB2) és egy harmadosztály (floorballer.hu OB3). A nők jelenleg egy osztályban mérik össze erejüket (Salming Női OB1). 
Az első osztályban 4 meghatározó csapat szerepel: az IBK Cartoon Heroes SE, a Dunai Krokodilok SE, az SZPK-Nokia, illetve a Phoenix Fireball SE csapata. A Krokodilok idén szerezhetik meg 6. bajnoki címüket, zsinórban a negyediket. 
A Magyar Kupadöntőt 2013 április 6-án rendezik, Komáromban. A férfi döntő résztvevői az SZPK-Nokia és a Dunai Krokodilok SE csapatai lesznek.

### Magyar csapatok (2012-2013)
| X3M Férfi OB1          | Salming Női OB                    | floorballer.hu OB2                 | floorballer.hu OB3                    |
| ---------------------- | --------------------------------- | ---------------------------------- | ------------------------------------- |
| 1. SZPK- Nokia         | 1. SZPK- Nokia                    | 1. ARES HC 2030                    | 1. Corvinus FT                        |
| 2. Debreceni FSE       | 2. Diamonds SK                    | 2. IBK Cartoon Heroes              | 2. Diamonds SK "B"                    |
| 3. Diamonds SK         | 3. Mecman Eger ISE- Bosch Rexroth | 3. Kecskeméti Református Kollégium | 3. DF- Regale EK-RFT "B"              |
| 4. IBK Cartoon Heroes  | 4. IBK Cartoon Heroes             | 4. Kinizsi TTK                     | 4. Dombóvár FSE                       |
| 5. Dunai Krokodilok SE | 5. Phoenix Fireball SE            | 5. Miskolci Szabadidőközpont FSE   | 5. Dunai Krokodilok SE "B"            |
| 6. Phoenix Fireball SE | 6. Szolnok Cannibals FK           | 6. Neumann-Kartal FSE              | 6. Eszterházy-Meise                   |
| 7. Neumann-Kartal FSE  | 7. ARES HC'94                     | 7. Phoenix Wizards                 | 7. Fekete Ló FE Ajka                  |
| 8. ARES HC'94          |                                   | 8. Torpedo Justitia                | 8. Hevesi FSE                         |
|                        |                                   | 9. VESC Lizards                    | 9. Kazinbarcikai Ördögök              |
|                        |                                   | 10. White Sharks HC                | 10. KRSE Budapest Knights             |
|                        |                                   |                                    | 11. Miskolci Szabadidőközpont FSE "B" |
|                        |                                   |                                    | 12. Neumann- Wombats                  |
|                        |                                   |                                    | 13. Paksi FK                          |
|                        |                                   |                                    | 14. Siketek SC                        |
|                        |                                   |                                    | 15. Szegedi FE                        |
|                        |                                   |                                    | 16. SZPK- Nokia "B"                   |
|                        |                                   |                                    | 17. SZPK- Nokia "C"                   |
|                        |                                   |                                    | 18. Theresa TG                        |
|                        |                                   |                                    | 19. White Sharks HC "B"               |

### Eredmények

#### Férfi OB1
| H. 2011-2012        | 2010-2011        | 2009-2010        | 2008-2009         | 2007-2008         | 2006-2007         |
| ------------------- | ---------------- | ---------------- | ----------------- | ----------------- | ----------------- |
| 1. Dunai Krokodilok | Dunai Krokodilok | Dunai Krokodilok | SZPK- Nokia       | ARES HC/Top Floor | Debreceni FSE     |
| 2. Phoenix Fireball | SZPK- Nokia      | Debreceni FSE    | Dunai Krokodilok  | SZPK- Nokia       | ARES HC/Top Floor |
| 3. SZPK- Nokia      | Phoenix Fireball | Phoenix Fireball | ARES HC/Top Floor | Diamonds SK       | SZPK- Nokia       |

#### Magyar kupa (férfi)
|              | 2011–2012  | 2010–2011  | 2009–2010     | 2008–2009         |
| ------------ | ---------- | ---------- | ------------- | ----------------- |
| Kupagyőztes: | SZPK-Nokia | SZPK-Nokia | Debreceni FSE | ARES HC/Top Floor |

| 2012-2013                      |
| \| SZPK – Nokia Komárom 'A' \| |
| ------------------------------ |
| SZPK – Nokia Komárom 'A'       |

#### Világbajnokság 2011, Németország
B-divízió döntő: Dánia – Magyarország 9-7

#### A magyar bajnokság örökrangadója: SZPK-Nokia – Dunai Krokodilok SE
2011. 10. 01. SZPK-Nokia – Dunai Krokodilok SE 6-9 (2011/2012 alapszakasz)
2011. 11. 20. SZPK-Nokia – Dunai Krokodilok SE 11-10 (Magyar Kupa)
2012. 01. 07. Dunai Krokodilok SE – SZPK-Nokia 5-7 (2011/2012 alapszaksz)
2012. 03. 08. SZPK-Nokia – Dunai Krokodilok SE 5-7 (2011/2012 rájátszás)
2012. 04. 22. Dunai Krokodilok SE – SZPK-Nokia 10-10 (2011/2012 rájátszás)
2012. 09. 22. SZPK-Nokia – Dunai Krokodilok SE 13-5 (2012/2013 alapszakasz)
2012. 12. 16. Dunai Krokodilok SE – SZPK-Nokia 10-8 (2012/2013 alapszakasz)
2013. 04. 06. SZPK-Nokia – Dunai Krokodilok SE 4-2 (Magyar Kupadöntő 2013)
2013. 04. 13. SZPK-Nokia – Dunai Krokodilok SE 2-16 (2012/2013 Bajnoki Elődöntő 1)
2013. 04. 14. Dunai Krokodilok SE – SZPK-Nokia 6-9 (2012/2013 Bajnoki Elődöntő 2)
2013. 05. 18. SZPK-Nokia – Dunai Krokodilok SE 9-6 (2012/2013 Bajnoki Elődöntő 3)